# Лейкленд (Флорида)
Лейкленд — город в штате Флорида, США, главный город так называемого Флоридского столичного района.

## География и климат
Площадь города составляет 173,5 км², из которых 118,7 км² занимает суша и 14,5 км² — открытые водные пространства. Город расположен в приатлантической низменности. На территории Лейкленда расположено множество водоёмов (в переводе с английского название города переводится как «земля озёр»): 38 озёр, имеющих названия, и множество более мелких водоёмов; большая их часть — бывшие фосфатные шахты. Озёра играют важную роль в жизни города, в том числе как ориентиры. В некоторых из озёр живут лебеди, считающиеся символами города: первые лебеди появились в Лейкленде ещё в 1923 году, но к 1954 году они оказались истреблены. Живущие сейчас в лейклендских озёрах лебеди — потомки подаренных британской королевой Елизаветой II.
Климат Лейкленда, как и большинства городов этой части Флориды, субтропический влажный. Лето жаркое и влажное, зима сухая и мягкая. Летом часто случаются грозы. Среднегодовая температура января колеблется в пределах между 11 и 23 °C, июля — между 23 и 35 °C. Среднегодовое количество осадков обычно не превышает 900-1000 мм.

## История
Первые предки современных индейцев, как считается, осели в районе нынешнего Лейкленда ещё в конце последнего ледникового периода, то есть около 12000 лет назад. Значительная часть коренных жителей была истреблена или погибла от эпидемий после начала испанского завоевания в XVI веке.
Город Лейкленд был основан приблизительно в 1875 году Авраамом Манном из Кентукки — к концу 1870-х годов, так или иначе, он уже существовал, а с 1884 года, когда к нему была подведена железная дорога, начал интенсивно развиваться и уже 1 января 1885 года был инкорпорирован. Во время Испано-американской войны здесь размещалось более 9000 американских военнослужащих. В 1920-е годы Лейкленд, как и другие города Флориды, пережил короткий период строительного бума; многие здания, построенные в этот период, ныне внесены в национальный реестр исторических мест США. Во время Второй мировой войны в Лейкленде при местном аэродроме располагалась крупная лётная школа.
В 1970 году город был награждён премией «All-America City Award» (с англ. — «Всеамериканский город») присуждаемой Национальной гражданской лигой, которую неофициально называют «Нобелевской премией за конструктивное гражданство» и которая выдается за активную гражданскую позицию жителей некорпоративных сообществ Соединённых Штатов в жизни местного самоуправления.

## Население и экономика
По данным переписи 2010 года, в Лейкленде проживало 97422 человека. Расовый состав населения города был следующим: белые — 70,8 %, чернокожие — 20,9 %, азиаты — 1,8 %, индейцы — 0,3 %, уроженцы Гавайев и тихоокеанских островов — 0,1 %, представители других рас — 2,6 %, представители двух и более рас — 2,7 %, латиноамериканцы (любой расы) — 12,6 %. В городе насчитывалось 48218 домохозяйств.
Основными отраслями экономики города являются выращивание цитрусовых культур, разведение крупного рогатого скота, добыча фосфатов, а также медицинские услуги и туристическая индустрия. Крупнейшим работодателем является сеть супермаркетов Publix. Город является одним из крупнейших транспортных узлов Флориды, через него проходит несколько штатных и межштатных автомагистралей.